# Damien Magee
Damien Magee (Belfast, 17 november 1945) is een voormalig Noord-Iers Formule 1-coureur. Hij nam deel aan de Grand Prix van Zweden in 1975 voor het team Williams en de Grand Prix van Frankrijk in 1976 voor het team RAM Racing, maar scoorde in beide races geen punten.